# 길 제라드

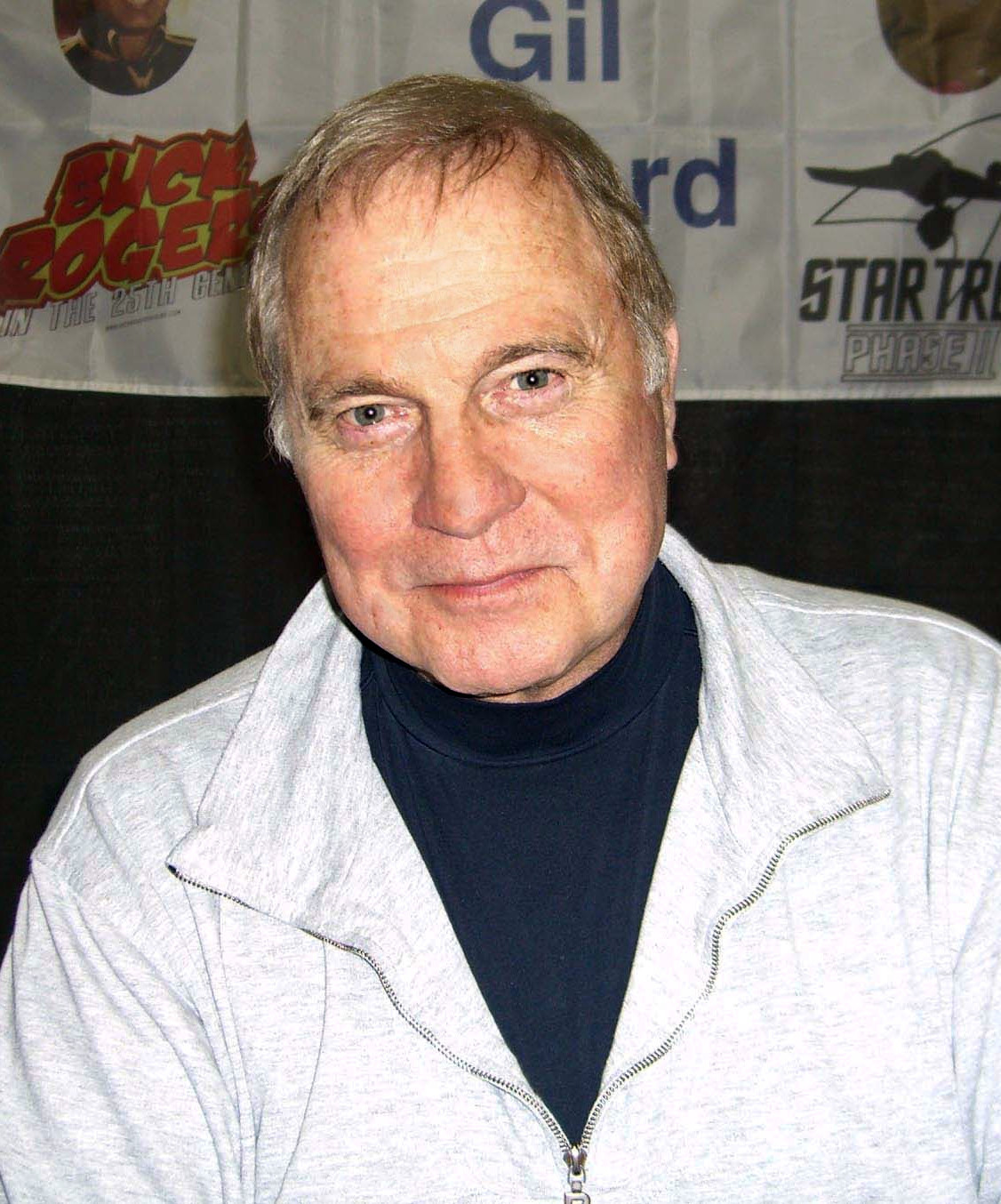

길 제라드(Gil Gerard, 1943년 1월 23일 ~ )는 미국의 배우, 영화 제작자, 성우이다.
리틀록에서 태어났다.

## 출연 작품
- 렙티사우러스 (2008년)
- 본 이터 (2007년)
- 에어 레이지 (2001년)
- 퍼지티브 마인드 (1999년)
- 용병 특전대 (1991년)
- 위기의 핵전선 (1990년)
- 최후 통첩 (1989년)
- 사랑 게임 (1984, For Love or Money)
- 에어포트 77 (1977년)

### 텔레비전
- 별들의 전쟁 - 파일롯 (1979년)
- 별들의 전쟁(영어판) (1979년)
- 우리 생애 나날들 (1965년)
- 태권소년 어니 (1986년)